# The Exes
The Exes è una serie TV statunitense, andata in onda su TV Land dal 30 novembre 2011 al 16 settembre 2015.

## Trama
L'avvocato divorzista Holly (Kristen Johnston) presenta un suo cliente, Stuart (David Alan Basche), ai suoi nuovi coinquilini, due uomini divorziati che condividono un appartamento di proprietà di Holly a New York. In un primo momento Phil (Donald Faison) e Haskell (Wayne Knight) non vedono di buon occhio Stuart, ma Holly, che abita dall'altra parte del pianerottolo, li aiuta quando le cose stanno per precipitare.

## Episodi
| Stagione         | Episodi | Prima TV USA |
| ---------------- | ------- | ------------ |
| Prima stagione   | 10      | 2011         |
| Seconda stagione | 12      | 2012         |
| Terza stagione   | 20      | 2013         |
| Quarta stagione  | 22      | 2014         |

## Personaggi e interpreti
- Donald Faison è Phil Chase, un agente sportivo donnaiolo divorziato. Anche se apparentemente concentrato solo sui propri interessi, spesso rivela un lato sensibile e disponibile quando si tratta di sostenere i suoi compagni di stanza e Holly.
- David Alan Basche è Stuart Gardner, un dentista di successo che sta cercando di superare il trauma del divorzio.
- Wayne Knight è Haskell Lutz, compagno di stanza di Phil, che si guadagna da vivere vendendo vari oggetti su internet.
- Kelly Stables è Eden, assistente legale di Holly e una "party girl" che cerca di fare abbracciare ad Holly la vita da single.
- Kristen Johnston è Holly Franklin, un avvocato divorzista i cui clienti e amici vivono dall'altra parte del pianerottolo in un appartamento di sua proprietà. Tornata di recente single, dopo aver rotto un fidanzamento, sogna di incontrare l'uomo giusto.
- Leah Remini è Nikki Gardner, sorella di Stuart, anch'essa divorziata. Lavora come barista nel locale dove la banda di solito si incontra.

## Produzione
Il 2 febbraio 2012, TV Land ha rinnovato la serie per una seconda stagione composta da 12 episodi, trasmessa dal 20 giugno 2012.
Il 13 dicembre 2012, TV Land ordinò una terza stagione da 10 episodi, estesa poi a 20, che ha debuttato il 19 giugno 2013.
Il 3 febbraio 2014, TV Land ha rinnovato la serie per una quarta stagione di dodici episodi, estesa poi a 22, che venne presentata in anteprima il 5 novembre 2014. L'8 agosto 2015 la serie è stata ufficialmente cancellata.